# LXX (skała)

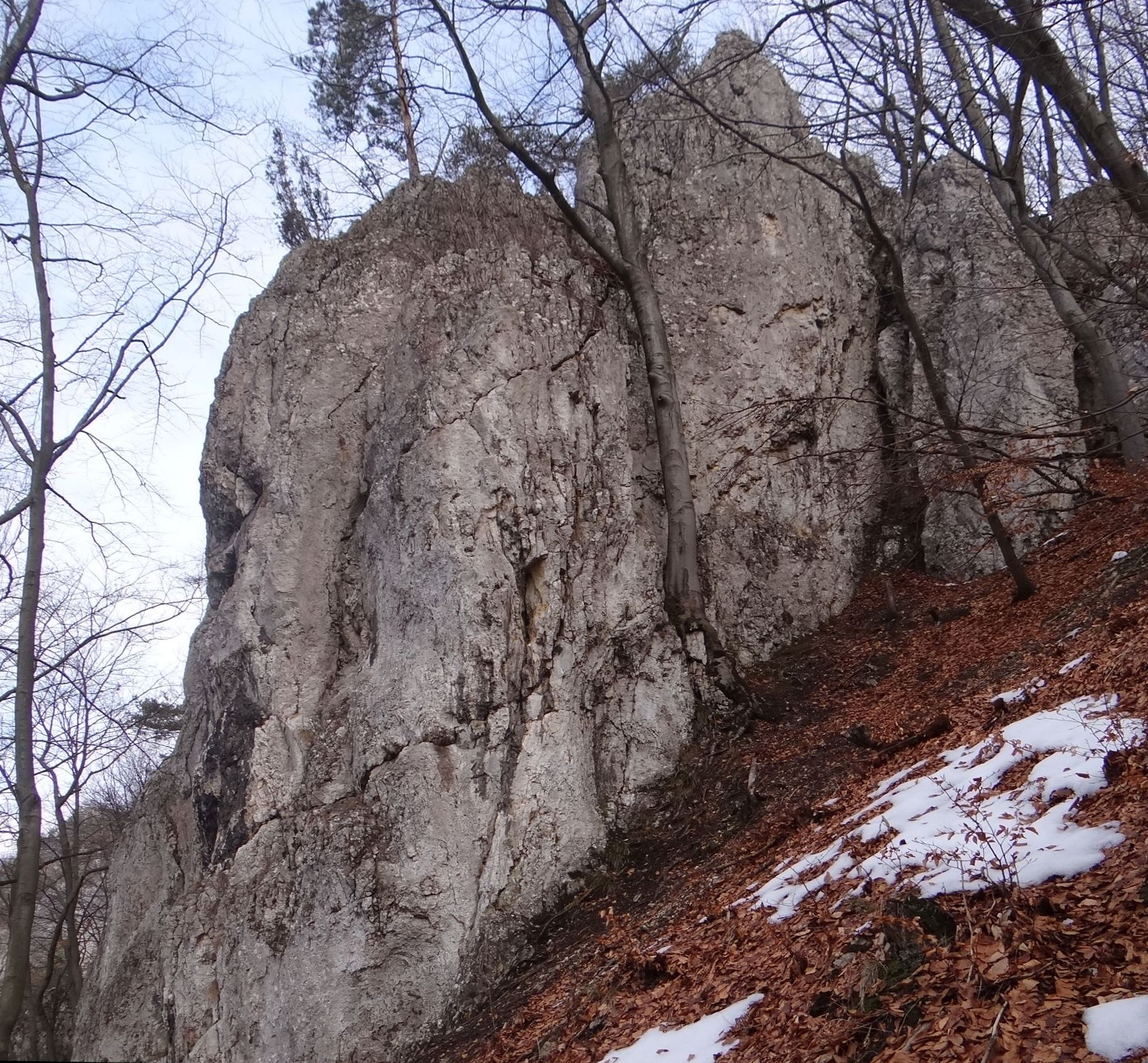

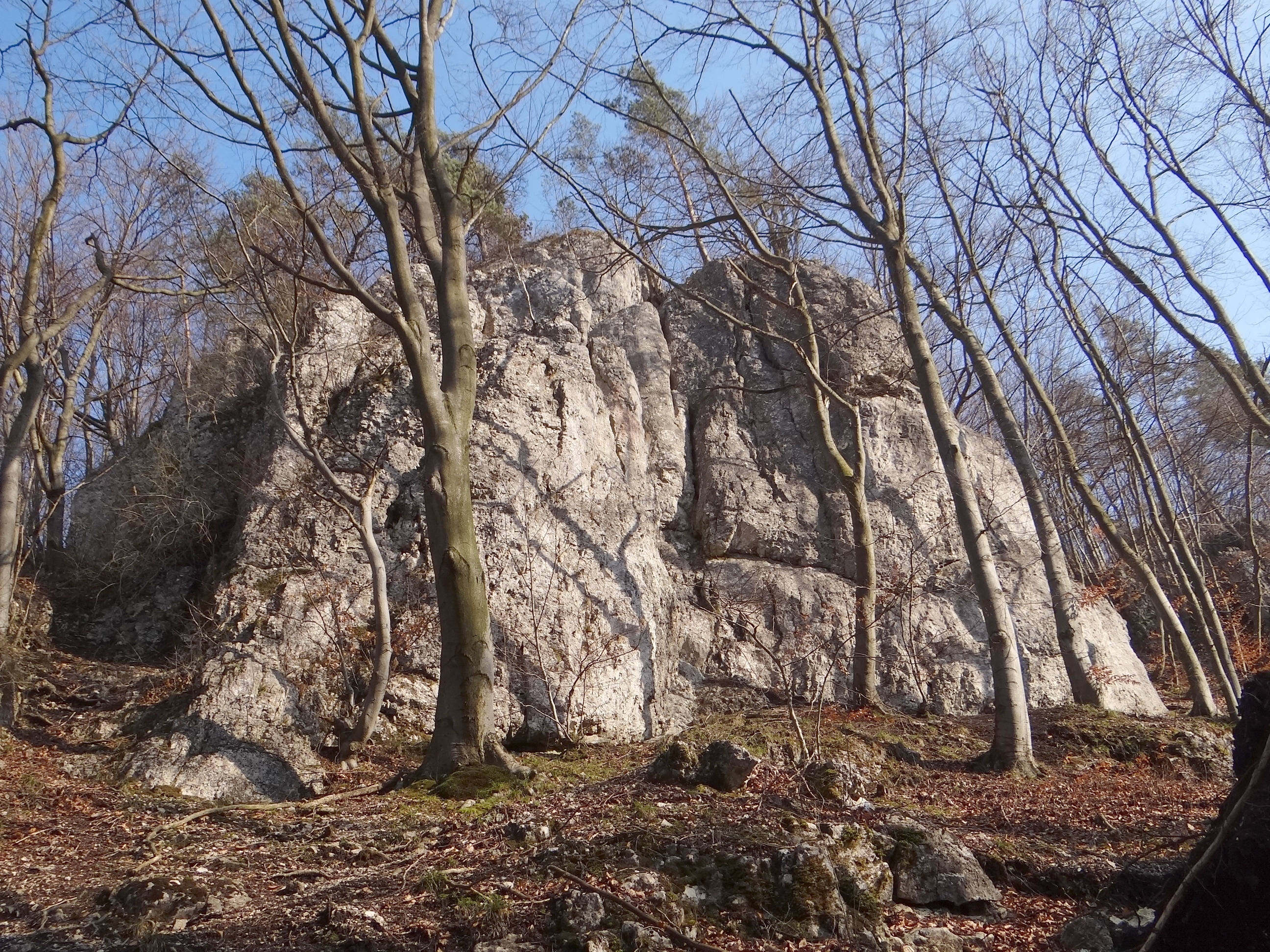

LXX – skała w Dolinie Będkowskiej na Wyżynie Krakowsko-Częstochowskiej. Znajduje się przy wylocie Wąwozu Będkowickiego, tuż u podnóży jego lewych orograficznie zboczy, około 40 m na południe od Narożniaka. Ma postać opadającego wraz ze zboczem muru skalnego. Zbudowany z wapieni LXX znajduje się w lesie. Ma wysokość do 20 m, ściany miejscami połogie, miejscami pionowe lub przewieszone z filarami, kominami i zacięciami.

## Drogi wspinaczkowe
Zachodnie i południowe ściany LXX są obiektem wspinaczki skalnej. Jest na nich 7 dróg wspinaczkowych o trudności od IV+ do VI.2+ w skali Kurtyki. Mają zamontowane stałe punkty asekuracyjne w postaci 4-7 ringów (r) i stanowiska zjazdowe (st), tylko na drodze nr 6 stary spit (s) i hak (h).
LXX I
1. Leśne echo; 7r + st, VI, 15 m
2. Komin dzieci kwiatów; 7r + st, VI, 14 m
3. Komin czarownicy; 7r + st, VI-, 15 m

LXX II
1. Za garść magnezji; 7r + st, VI.1+, 15 m
2. Siedemdziesiątka; 5r + st, IV, 15 m

LXX III
1. Ucieczka z Szuflandii; 4r + st, VI+, 10 m
2. Wiosenny tryper; 4r + 1s + 1h + st, VI.2+, 12 m[1].